# Kulturzentrum Schlachthof (Wiesbaden)

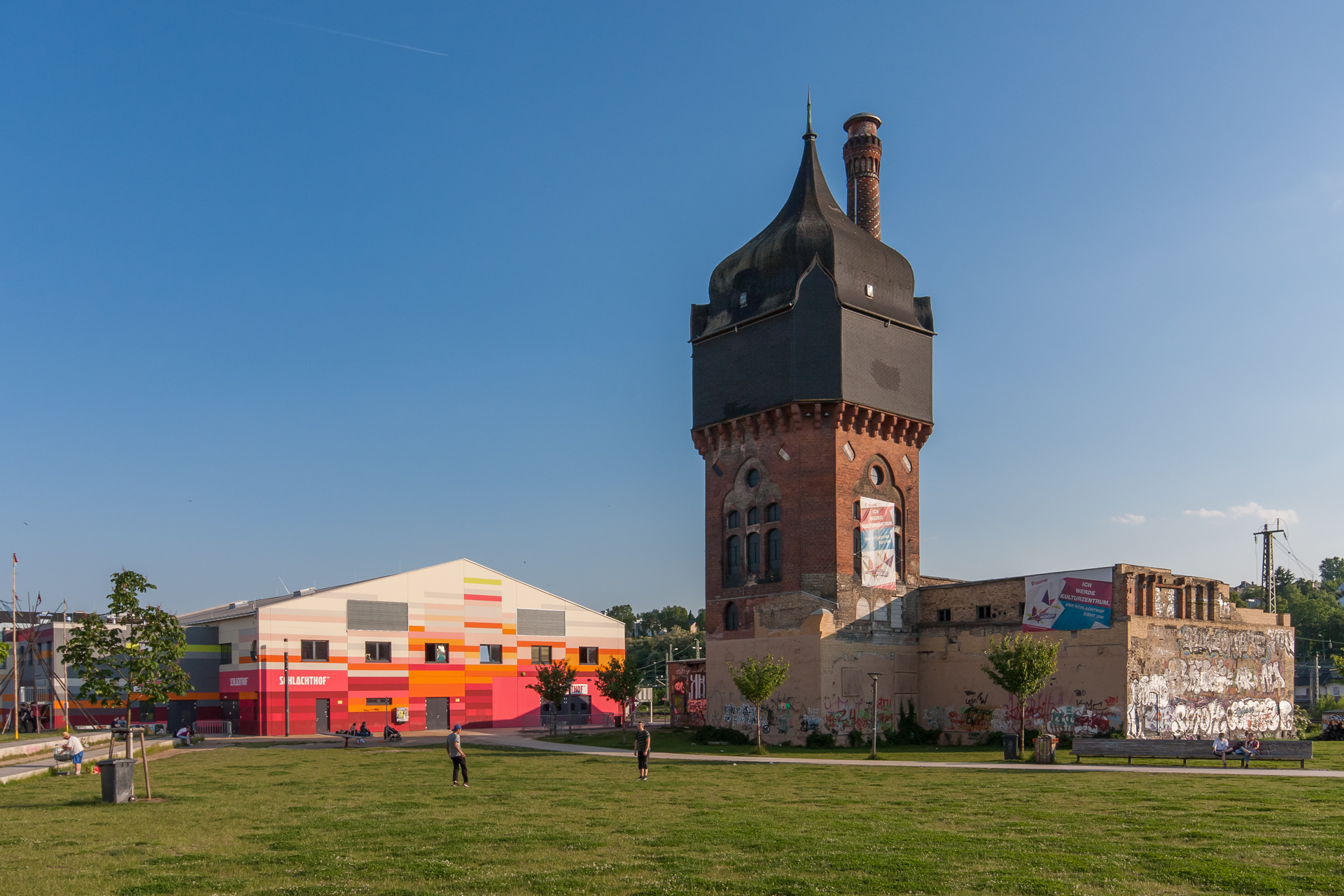
Die neue Halle und der hier noch unsanierte denkmalgeschützte Wasserturm

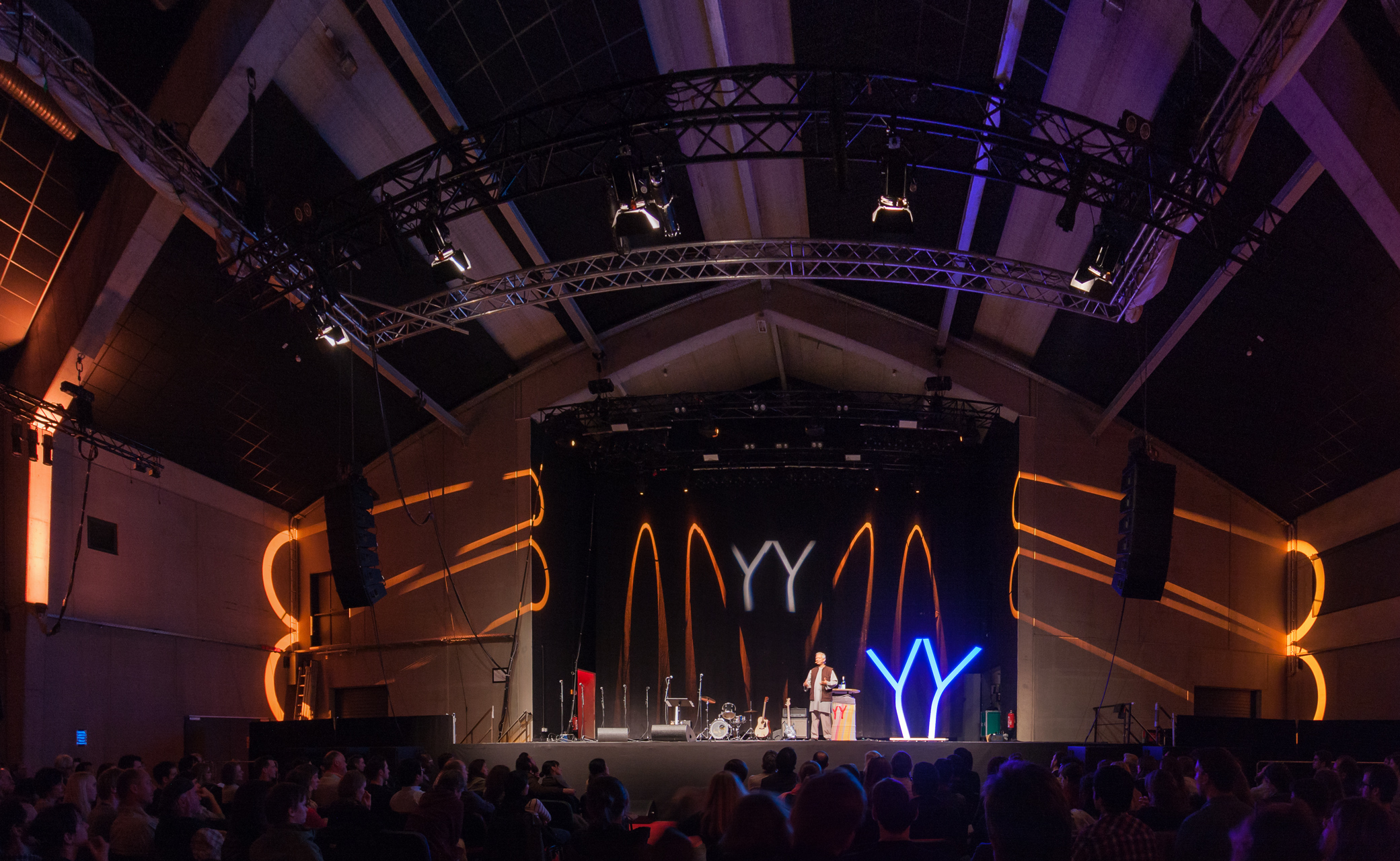
Das Innere der neuen großen Halle während einer Veranstaltung mit dem Friedensnobelpreisträger Muhammad Yunus

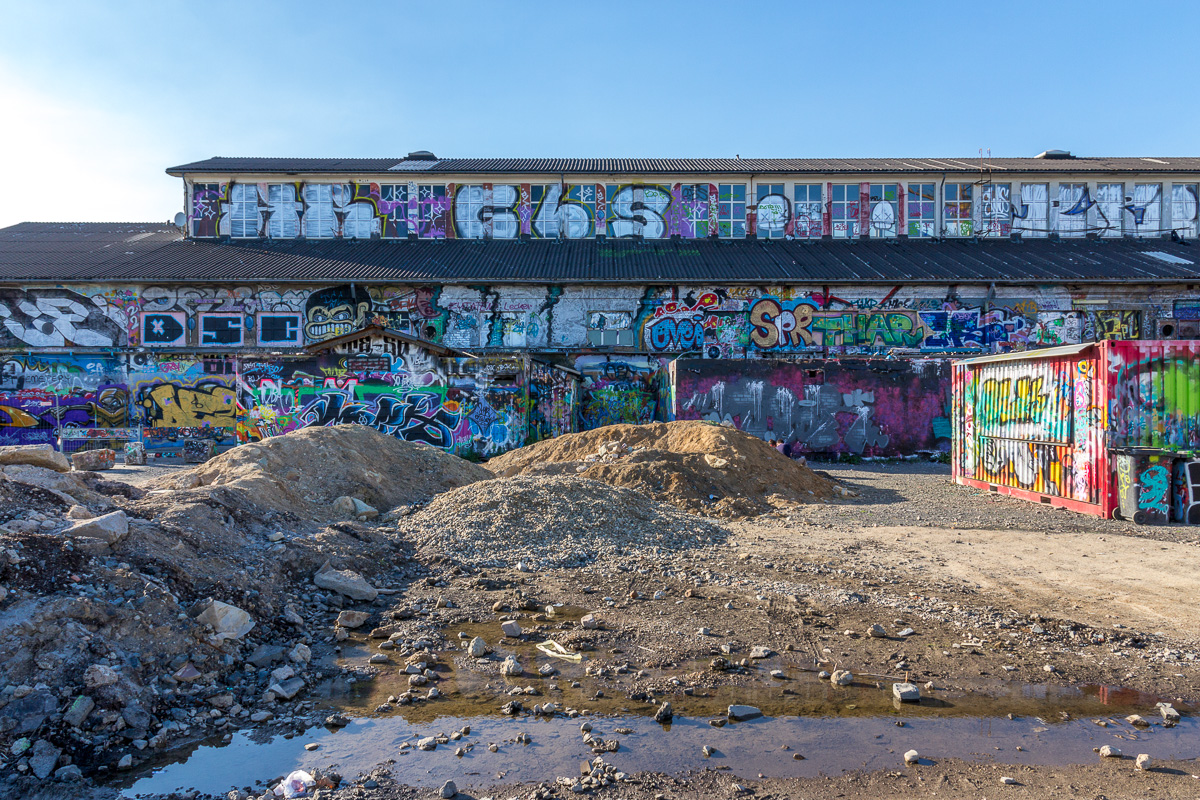
Alte Halle des Kulturzentrum Schlachthof Wiesbaden mit Bauschutt und umfangreichen Graffiti, 2015 abgerissen

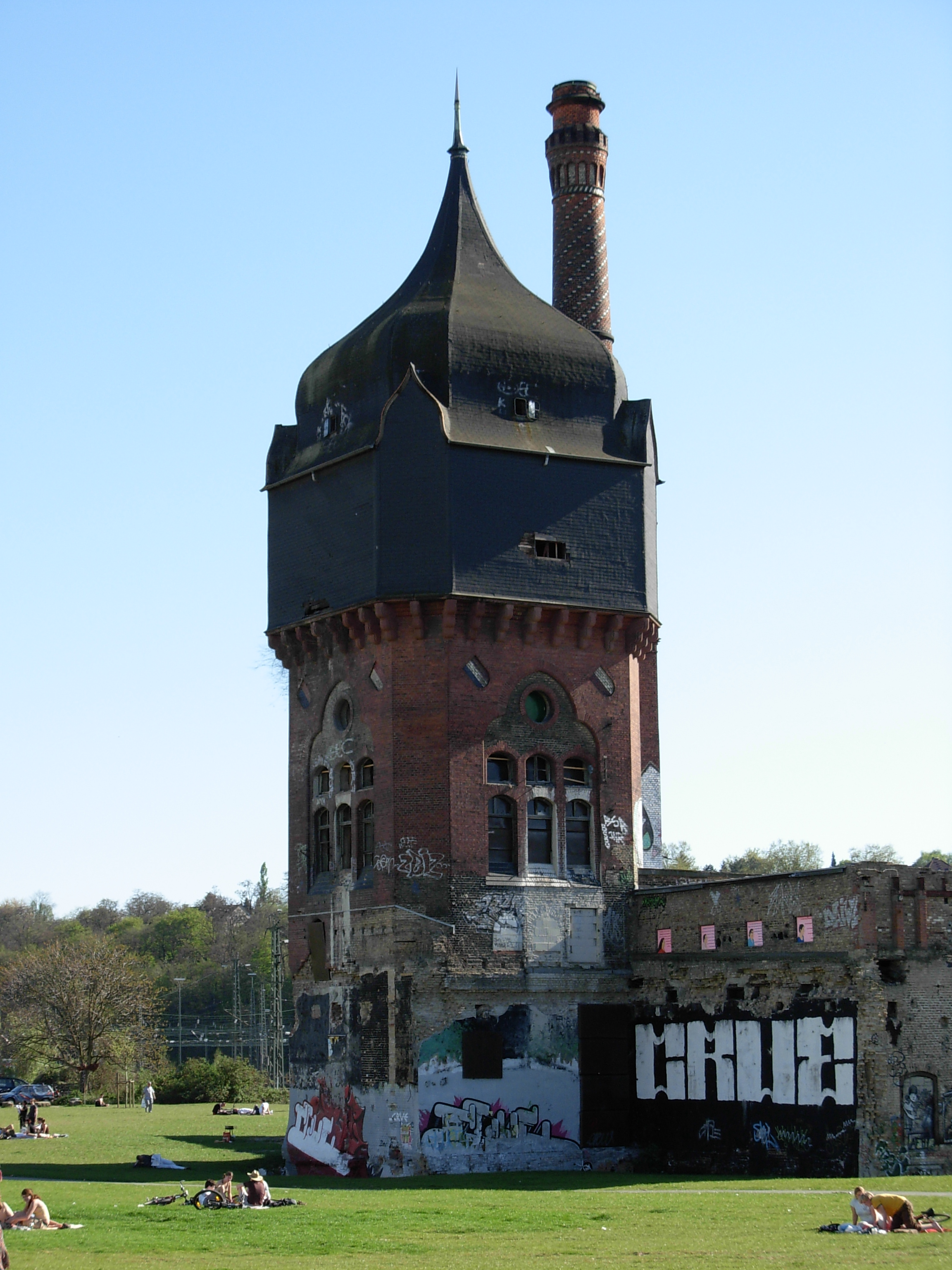
Historischer Wasserturm, unsaniert

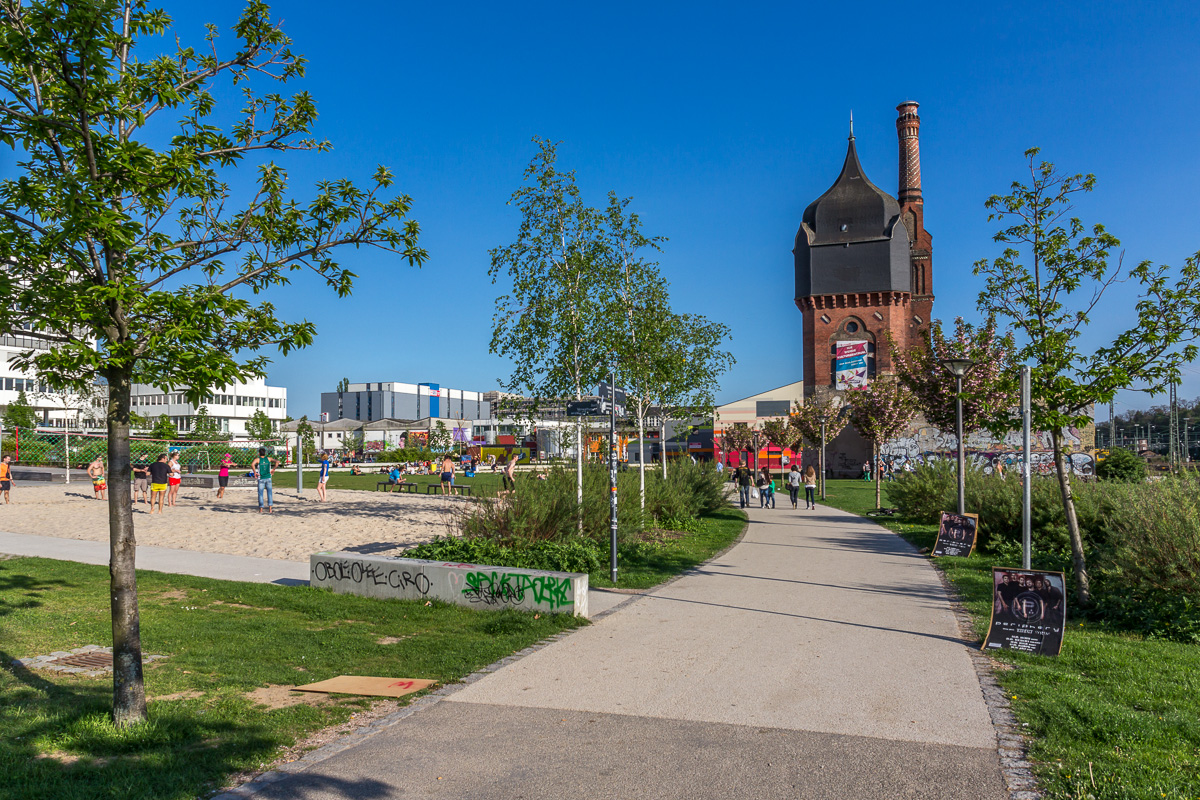
Grün- und Freizeitanlage nahe dem Schlachthof in Wiesbaden

Das Kulturzentrum Schlachthof (auch Schlachthof oder Schlachter genannt) in Wiesbaden befindet sich rund 500 Meter südöstlich des Hauptbahnhofs auf dem Areal des ehemaligen städtischen Schlacht- und Viehhofs.
Das Kulturzentrum Schlachthof erweitert das Wiesbadener Kulturleben um eine Alternative zum traditionellen „Hochkulturprogramm“ der Landeshauptstadt. Unter anderem werden eine Vielzahl von Rock-, Metal- und Punk-Konzerten, Musikpartys, Poetry Slams sowie Lesungen für alle Altersgruppen angeboten. Einen weit über Wiesbaden hinausreichenden internationalen Ruf genießt das Schlachthofgelände in der Graffiti-Szene.

## Geschichte
Nachdem die Stadt den 1884 errichteten Schlachthof Ende 1990 aufgrund von Unwirtschaftlichkeit und der Nichterfüllung von EG-Hygienerichtlinien geschlossen hatte und in den Folgejahren auch die Betriebe des Fleischgroßmarktes und der Fleischereinkauf umgesiedelt waren, wurden die meisten Gebäude des weitläufigen Geländes abgebrochen. Bestehen geblieben waren lediglich zwei Hallen und der 1897–1899 errichtete, 36 Meter hohe, historische, denkmalgeschützte Wasserturm. 
In diesen übrig gebliebenen Gebäuden entstand seit 1994 das Kulturzentrum. Während die zentral gelegene, große Halle als Herberge für Konzert- und Proberäume dient, wird das kleinere, nahe dem Sportamt und gegenüber der großen Halle gelegene Gebäude als Skateboard-„Rollbunker“ und zur Vermietung von Privaträumen für diverse Veranstaltungen genutzt. Im selben Gebäude, der sog. Kreativfabrik befinden sich auch Proberäume für Bands und das Büro der Wiesbadener Jungsozialisten (Jusos).
Im Schlachthof traten bereits Gruppen wie The Sisters of Mercy, Motörhead, Simple Minds, Apocalyptica, Dropkick Murphys, Die Fantastischen Vier, Die Toten Hosen, Bullet for My Valentine, Sportfreunde Stiller, Deichkind und Fettes Brot auf. Jährlich finden hier 450 Veranstaltungen mit 250.000 Besuchern statt.
Im Video Wish I Had An Angel der finnischen Band Nightwish ist der Schlachthof zu sehen, das Video wurde, damals noch mit der Sängerin Tarja Turunen, in der großen Halle des Schlachthofs produziert.
Nach eigenen Angaben hatte das Kulturzentrum bisher 1,5 Millionen Besucher und bietet zwei Räume für Veranstaltungen: Der große Konzertsaal für 2400 Personen und das Kesselhaus für 300 Personen. 28 Proberäume für Bands sowie zwei Künstlerateliers, ein Cateringservice und eine Kneipe, das 60/40, ergänzen das Angebot. Der Schlachthof ist Mitglied im Landesverband soziokultureller Zentren in Hessen (Laks e. V.).
Neben zahlreichen Indoor-Events veranstaltete das Kulturzentrum bis 2015 auch das dreitägige alternative Festival „Folklore-Festival“, das alljährlich am letzten Augustwochenende auf dem Schlachthofgelände stattfand.
Bis zum Jahr 2006 war dieses Festival im Park des Schlosses Freudenberg beheimatet.

## Freizeit- und Kulturpark
Die etwa 3 Hektar Brachfläche um den historischen Wasserturm am ehemaligen Schlachthof wurde seit Oktober 2008 für rund eine Million Euro zum Freizeit- und Kulturpark umgestaltet. Mit Baumanpflanzungen und begehbaren Rasenflächen sowie einem Beach-Volleyballfeld, einer Bouleanlage, einer Bahn für Skateboarder und Kinderspielgeräten sollen auch hiermit vor allem junge Menschen angesprochen werden. Diese ergänzende Anlage wurde Anfang Juni 2009 eingeweiht.

## Hallenneubau

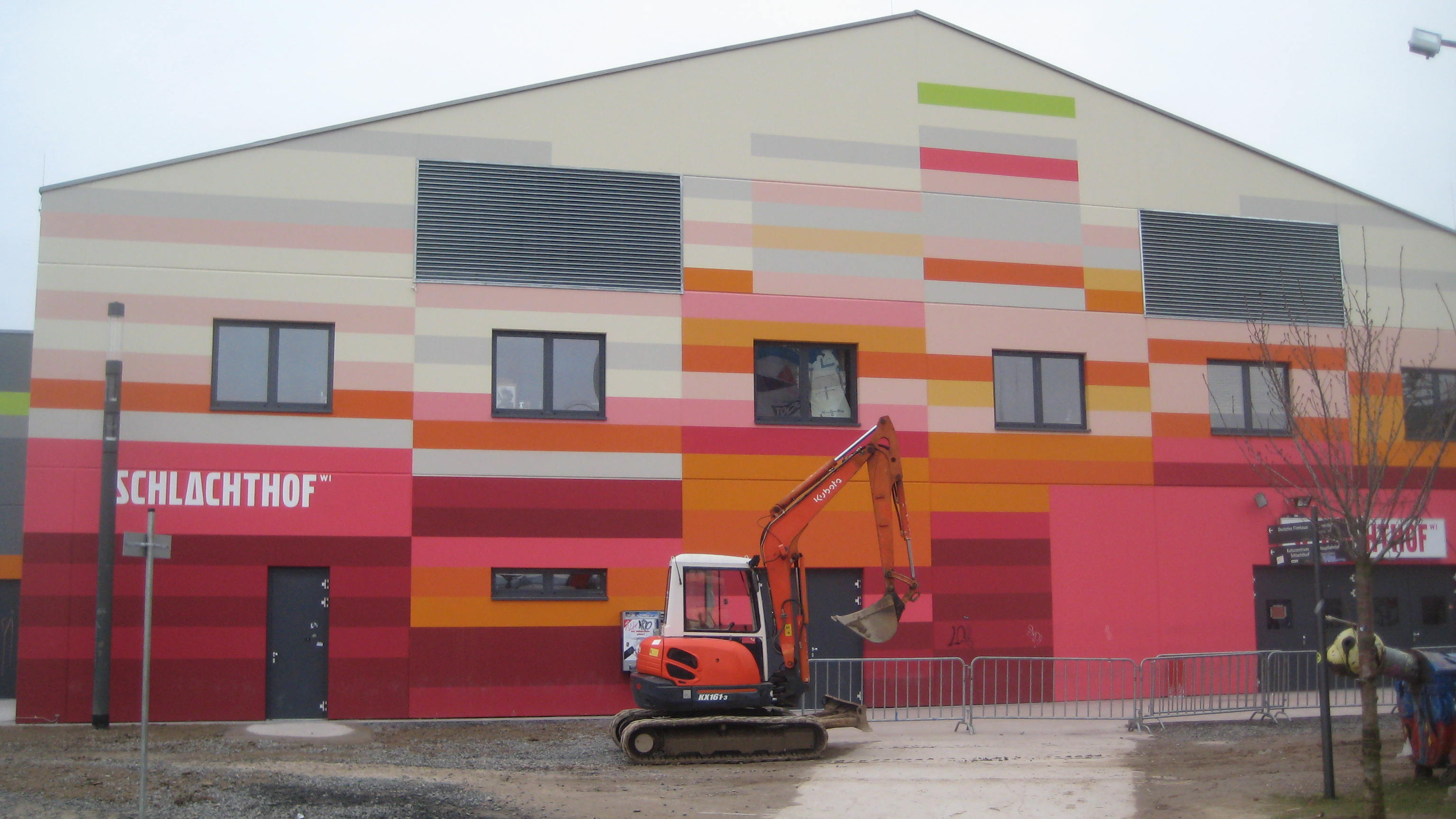
Kulturzentrum Schlachthof Große Halle, Giebel von Norden

Die große Halle des ehemaligen Schlachthofs musste im November 2010 aufgrund baulicher und brandschutztechnischer Mängel geschlossen werden. Nach langer Diskussion um Gestaltung und Finanzierung wurde der Neubau einer großen Halle in unmittelbarer Nähe des alten Gebäudes beschlossen. Die neue Halle wurde am 16. November 2012 mit einem Konzert der Wiesbadener Ska-Band Frau Doktor eingeweiht. Die kleine Halle („Räucherkammer“), sowie die Bar mit Biergarten und Büroräume zogen ab dem 12. März 2015 in den sanierten, denkmalgeschützten Wasserturm um. Der kleine Veranstaltungsraum heißt nun „Kesselhaus“. Die „alte“ Halle wurde im Herbst 2015 abgerissen.
Im Grundstein unter der neu errichteten Halle befinden sich eine Whiskeyflasche und ein Cellophanbeutel des Motörhead-Frontmanns Lemmy Kilmister, eine Strumpfhose von Nina Hagen und vier getragene Unterhosen der schwedischen Rockband The Hives.